# Рабчице
Рабчице (слч. Rabčice) насељено је мјесто са административним статусом сеоске општине (слч. obec) у округу Наместово, у Жилинском крају, Словачка Република.

## Становништво
| Година:    | 1994. | 2004.    | 2014.   | 2024.   |
| ---------- | ----- | -------- | ------- | ------- |
| Број људи: | 1665  | 1890     | 2001    | 2101    |
| Разлика:   |       | +13,51 % | +5,87 % | +4,99 % |

| Година:    | 2023. | 2024.   |
| ---------- | ----- | ------- |
| Број људи: | 2100  | 2101    |
| Разлика:   |       | +0,04 % |

Према подацима о броју становника из 2024. године насеље је имало 2101 становника.